# A.J. 애플게이트
A.J. 애플게이트(A.J. Applegate, 1989년 9월 23일 ~ )는 미국의 포르노 배우이다.